# Witold Plutecki
Witold Antoni Plutecki (nascido em 8 de outubro de 1956) é um ex-ciclista polonês. Competiu representando seu país, Polônia, nos Jogos Olímpicos de Verão de 1980 em Moscou, na prova de 100 km contrarrelógio por equipes.